# Rue Clotilde-Bizolon
La rue Clotilde-Bizolon, anciennement rue Martin, est une rue située dans le quartier d'Ainay, dans le 2e arrondissement de Lyon. Elle est ainsi dénommée en hommage à Clotilde Bizolon.
C'est une rue relativement courte qui relie le quai Tilsitt, à la place Antoine-Vollon.

## Histoire
La faible longueur de cette voie, n'a laissé possible que la construction d'un petit îlot de maisons sur chacun des côtés. Au XVIe siècle un hameau existait à cet endroit, proche de la Basilique Saint-Martin d'Ainay. Clotilde Bizolon (1871-1940), née Thévenet à Coligny, est l'une des deux plus célèbres Mères Lyonnaises. La Mère Bizolon habitait au N°9 de l'actuelle rue qui porte son nom et où elle est assassinée en 1940.

## Architecture
Au numéro 4 de cette rue, une porte d'immeuble se remarque pour sa qualité. Trois façades se distinguent également pour leurs décorations.